# الحروب السليزية
الحروب السليزية (1740-1742، 1744-1745 و1756-1763)؛ هي سلسلة حروب كانت بين بروسيا والنمسا (وحلفائهما المتغيرون) وذلك من أجل السيطرة على المنطقة سليزيا، شكلت هذه الحروب أجزاءً من حربي الخلافة النمساوية والسنوات السبع الأكبر، انتهت في نهاية المطاف بضم سليزيا إلى بروسيا، وبالاعتراف النمساوي بذلك، أنذرت هذه الحروب بكفاح أوسع من أجل السيطرة على الشعوب الناطقة بالألمانية من شأنها أن تتوج في الحرب النمساوية البروسية من عام 1866.
لم يُؤدّ حدثٌ بذاته إلى نشوب الحروب، نسبت بروسيا أسبابها إلى حقوق السلالة الملكية ذات التاريخ الممتد لقرون للمطالبة بأجزاء من سليزيا باعتبارها ذريعة الحرب، ولكن ثمة عوامل واقعية سياسية وجيوستراتيجية أخرى ساهمت في تأجيج الصراع، وجدت بروسيا خلافة ماريا تيريزا المطعون في شرعيّتها لملكية هابسبرغ وفقًا لبنود المرسوم العملي (1713) وجدت فيها فرصة لتعزيز موقفها مقارنة بمنافسيها الإقليميين مثل ساكسونيا وبافاريا.
بشكل عام تُعتبر نتيجة الحروب الثلاث انتصارات بروسية، ونجم عن الحرب الأولى تنازل النمسا عن معظم أجزاء سليزيا لصالح بروسيا، خرجت بروسيا من الحرب السليزية بوصفها قوة أوروبية عظمى والدولة القائدة لألمانيا البروتستانتية، في حين مثّلت هزيمة النمسا الكاثوليكية أمام قوة ألمانيا أصغر منها لطخةً سوداء في سجلّ عائلة هابسبورغ المالكة، مع سلسلة الحروب السليزية لاحت نُذُر صراع نمساوي بروسي أشمل للهيمنة على الشعوب الناطقة باللغة الألمانية، والذي بلغ ذروته مع الحرب النمساوية-البروسية في العام 1866.

## السياق والمسبّبات
في بدايات القرن الثامن عشر كان لعائلة هوهنتسولرن الحاكمة لبراندنبورغ-بروسيا مطالب بالسيادة على عدة دوقيات واقعة ضمن مقاطعة سليزيا التابعة لعائلة هابسبورغ، والتي كانت منطقة مكتظة ومزدهرة على الحدود مع أراضيها الأساسية في مرغريفية براندنبورغ. بالإضافة إلى قيمتها كمصدر لمداخيل الضرائب، والإنتاج الصناعي والتجنيد العسكري، حظيت سليزيا بأهمية جيوستراتيجية كبرى بالنسبة لعدة أطراف. شكّل وادي نهر أودر الأعلى ممرًا عسكريًا طبيعيًا بين براندبورغ، ومملكة بوهيميا، ومرغريفية مورافيا، وأيّما قوة تسيطر على المنطقة قد تتمكن من تشكيل خطر على باقي جيرانها. كما وقعت سليزيا على طول الحدود الشمالية الشرقية لإمبراطورية الرومانية المقدسة، ما يعني تمكين الجهة المسيطرة عليها من تحجيم تأثير الكومنويلث البولندي-الليثواني والإمبراطورية الروسية على الداخل الألماني.

### مطالب براندنبورغ وبروسيا
انبثت مطالبات براندنبورغ بالسيطرة على سليزيا جزئيًا على معاهدة الوراثة من العام 1537 بين فريدرش الثاني دوق لغنيتسا من عائلة بياست السيلزية والأمير الناخب يواكيم الثاني من براندنبورغ من عائلة هوهنتسولرن، والتي بموجبها يؤول مآل الدوقيات السليزية لغنتيسا، وفولاو، وبجيرغ إلى عائلة هوهنتسولرن في حال انتهاء سلالة بياست الحاكمة في سليزيا. في ذلك الوقت، رفض الاتفاقية الملك من عائلة هابسبورغ فرديناند الأول ملك بوهيميا (والذي كان سيد سليزيا الإقطاعي)، وضغط على عائلة هوهنتسولرن لتراجع. في العام 1603، ورث يواكيم الثاني ناخب براندنبورغ منفردًا دوقية يغيرندورف من ابن عمه غيورغ فريدرش مرغريف براندنبورغ-أنسباخ، ونصّب ابنه الثاني، يوهان غيورغ، دوقًا.
في العام 1618 مع اندلاع الثورة البوهيمية وحرب الثلاثين عامًا التي تلتها، انضم يوهان غيورغ إلى المقاطعات السليزية في التمرد ضد الإمبراطور الروماني المقدس فرديناند الثاني الكاثوليكي. بعد النصر الكاثوليكي في العام 1621 في معركة الجبل الأبيض، صادر الإمبراطور دوقية يوهان غيورغ ورفض إعادتها إلى ورثته بعد وفاته، ولكن استمرت عائلة هوهنتسولرن بالتأكيد على كونهم الحكام الشرعيين لدوقية يغيرندورف. في العام 1675، طالب «الناخب العظيم» فريدرش فيلهلم حاكم براندنبورغ بالسلطة على لغنيتسا، وفولاو، وبجيرغ عندما انتهت سلالة عائلة بياست السليزية مع وفاة دوق لغنيتسا غيورغ فيلهلم، ولكن الإمبراطور الهابسبورغي لم يأبه بمطالبات عائلة هوهنتسولرن وضمّ الأراضي لسلطانه لعدم وجود وارث.
في العام 1685، عندما كانت النمسا منشغلة في الحرب التركية العظمى، أسند الإمبراطور ليوبولد الأول الناخب العظيم فريدرش فيلهلم السلطة المباشرة على الأرض السليزية المستحاطة شفيبوس مقابل الدعم العسكري ضد الأتراك وتخلّي عائلة هوهنتسولرن بمطالبهم الكبيرة على سليزيا، بعد تولّي ابن الناخب العظيم وخليفته فريدرش الثالث مقاليد السلطة، استعاد الإمبراطور سلطته على شفيبوس في العام 1694 بدعوى أن المنطقة قد مُنحت شخصيًا للناخب العظيم ما دام حيًا، عندما كان أميرًا شابًا، وافق فريدرش الثالث سرًا على تسليم السلطة تلك مقابل تسديد الإمبراطور ليوبولد جزءًا من ديونه، ولكن عند تنصيبه ملكًا، نبذ الاتفاقية وأعاد التشديد على أحقيّة عائلة هوهنتسولرن بالمطالبة بيغيرندورف وميراث عائلة بياست السليزية الحاكمة.

### الخلافة النمساوية
بعد مرور جيلين، رسم ملك بروسيا فريدرش الثاني من عائلة هوهنتسولرن خططه للاستيلاء على سليزيا بمجرد اعتلائه العرش في مايو 1740، حكم فريدرش بأن مطالبات سلالته شرعية، وورث عن والده جيشًا بروسيًا مدرّبًا وخزينة ملكية ملآى، في حين كانت النمسا تمرّ بضائقة مالية، ولم يتلقّ جيشها الإمداد أو التنظيم بعد أدائه المخزي في الحرب النمساوية التركية 1737-1739. كان الوضع الاستراتيجي الأوروبي ملائمًا للهجوم على النمسا، إذ كانت بريطانيا وفرنسا مشغولتان بقتال بعضهما بعضًا في حرب أُذن جينكنز، وكانت السويد على بوادر حرب مع روسيا. نظرًا لوجود مطالباتٍ لناخبي بافاريا وساكسونيا أيضًا في أراضٍ نمساوية، فقد ترجّح انضمامها للهجوم، إضافة إلى التبرير القانوني لذريعة الحرب بناءً على حقوق السلالة الملكية المطالبة بأجزاء من سليزيا، وُجدت عوامل واقعية سياسية وجيوستراتيجية أدّت دورًا رئيسيًا في نشوب الحرب.
ظهرت فرصة أمام براندنبورغ-بروسيا للضغط للحصول على مطالبها عندما توفي الإمبراطور الروماني المقدس كارل السادس في أكتوبر 1740 ولم يترك وريثًا ذكرًا. بموجب المرسوم العملي 1713، سمّى كارل ابنته الكبرى ماريا تيريزا، الخليفة لجميع ألقابه الوراثية. عند وفاته، أصبحت ماريا تيريزا حاكمة النمسا، والأراضي البوهيمية والهنغارية الواقعة ضمن أراضي عائلة هابسبورغ. خلال حياة الإمبراطور كارل، اعترفت الدول الإمبراطورية عامة بالمرسوم العملي بما في ذلك بروسيا، ولكن عند وفاته، سرعان ما طعنت بروسيا، وبافاريا، وساكسونيا بالمرسوم.

### التوجه نحو الحرب
رأى فريدرش في مآل خلافة النمسا إلى امرأة فرصة سانحة للسيطرة على سليزيا، وسمّاها «دلالة على التغيير الكامل للنظام السياسي القديم» في رسالة بعثها إلى فولتير في العام 1740. حاجج فريدرش من منطلق أن المرسوم العملي لم يشمل سليزيا، والتي سيطرت عليها عائلة هابسبورغ بوصفها جزءًا من أملاك الإمبراطورية وليس لكونها ممتلكات تحصّلوا عليها وراثةً، وقال فريدرش أن والده، الملك فريدرش فيلهلم الأول، وافق على المرسوم مقابل ضمانات نمساوية بدعم مطالب عائلة هوهنتسولرن على دوقيات يوليش وبيرغ الواقعة على نهر الراين، والتي لم يفوا بها حتى ذلك الوقت.
في غضون ذلك، تزوج كل من أمير بافاريا الناخب كارل ألبرشت وأمير ساكسونيا الناخب فريدرش أوغست الثالث بنات عمّ ماريا تيريزا من فرع أكبر لعائلة هابسبورغ، وجيّرا هذه الزيجات لتبرير مطالبهم بحُكم أراضي هابسبورغ في انقراض وارث ذكر، اهتم فريدرش أوغست حاكم بولندا من خلال الاتحاد الشخصي، اهتمّ بشكل خاص بالسيطرة على سليزيا ليربط الأراضي التي يحكمها في كتلة حدودية واحدة (قد تحيط ببراندنبورغ تقريبًا)؛ في حين أن مخاوف فريدرش من حصول السيناريو السابق هي ما دفعته بتعجيل هجومه على النمسا خصوصًا بعدما سنحت له الفرصة بذلك عبر الخلافة المطعون بشرعيتها.

### الأساليب والتقنيات المستخدمة
تميزت الحروب الأوروبية في الحقبة الحديثة المبكرة بالتبنّي الواسع للأسلحة النارية والأسلحة التقليدية ذات الأنصال. تشكّلت الجيوش الأوروبية في القرن الثامن عشر من حشود وحدات مشاة مسلّحة ببنادق مصوّنة ذات سبطانة ملساء وحربات. تسلّحت وحدات سلاح الفرسان بالسيوف الضالعة، والمسدسات أو البندقيات القصيرة؛ اضطلعت وحدات سلاح الفرسان الخفيفة بشكل رئيسي بالاستطلاع، والتمويه، والاتصالات التكتيكية؛ في حين استُخدمت وحدات سلاح الفرسان الثقيلة باعتبارها احتياطيًا عسكريًا ووُظفت في الهجمات الخاطفة. قدّمت وحدات المدفعية دعمًا ناريًا وأدت دورًا رئيسيًا في حروب الحصارات. تلخّصت الحرب الاستراتيجية في تلك الفترة بالسيطرة على الدفاعات المتحكّمة بالمناطق والطرق المجاورة، نظرًا للجوء إلى الحصار كخصيصة مشتركة في الصراعات المسلحة. لم تقع المعارك الحاسمة ميدانيًا إلا ما ندر، رغم أنها أدت دورًا أكبر في نظرية فريدرش عن الحرب مما كان الحال عليه لدى خصومه المعاصرين له. 